# Tonya (Trabzon)
Tonya ist eine Stadtgemeinde (Belediye) im gleichnamigen Ilçe (Landkreis) der Provinz Trabzon und gleichzeitig eine Gemeinde der 2012 geschaffenen Büyüksehir belediyesi Trabzon  (Großstadtgemeinde/Metropolprovinz Trabzon). Seit der Gebietsreform 2013 ist die Gemeinde flächen- und einwohnermäßig identisch mit dem Landkreis.
Tonya liegt im Westen der Provinz. Er grenzt im Westen an Şalpazarı, im Süden an die Provinz Gümüşhane, im Osten an Maçka und Düzköy und im Norden an Vakfıkebir und Beşikdüzü. Die Kreisstadt liegt etwa 40 Kilometer westlich von Trabzon.
Tonya war ein Bucak im Kreis Vakfıkebir und wurde am 1. Juni 1954 als eigenständiger Kreis ausgegliedert (Gesetz Nr. 6324). 
(Bis) Ende 2012 bestand dieser Landkreis neben der Kreisstadt aus der Stadtgemeinde (Belediye) İskenderli sowie 15 Dörfern (Köy), die während der Verwaltungsreform 2013 in Mahalle (Stadtviertel, Ortsteile) überführt wurden, die fünf existierenden Mahalle der Kreisstadt blieben erhalten. Den Mahalle steht ein Muhtar als oberster Beamter vor. Ende 2020 lebten durchschnittlich 632 Menschen in jedem dieser 22 Mahalle, 1.765 Einw. im bevölkerungsreichsten (Orta).

## Söhne und Töchter der Stadt
- Osman Yıldırım (* 1965), Fußballspieler und -trainer